# Physaria gordonii
Фізарія гордона (Physaria gordonii) — вид рослини родини капустяні.

## Назва
В англійській мові має назву «міхуровий стручок гордона» (англ. Gordon's bladderpod).

## Будова
Одно чи багаторічна рослина з стеблом, що вкрите листям до 4 см. Має суцвіття оранжевих чи жовтих квітів. Стручок круглий на S-подібній плодоніжці, інколи прямій.

## Поширення та середовище існування
Зростає у гравійних чи піщаних пустелях на південному заході США та у північній Мексиці.